# Frank Nasworthy
Frank Nasworthy és un patinador de monopatí estatunidenc conegut per haver introduït la tecnologia de rodes de poliuretà a l'esport a principis de la dècada del 1970.

## Biografia
Després de graduar-se a l'Annandale High School el 1967, Nasworthy va assistir a l'Institut Politècnic i Universitat Estatal de Virgínia durant un any. De tornada amb la seva família l'estiu de 1970, va visitar una fàbrica de plàstics a Purcellville anomenada Creative Urethane, propietat del pare d'un amic. La fàbrica havia experimentat amb una roda per a patins de poliuretà que es va vendre a Roller Sports Inc., que subministrava rodes per a patins de lloguer. La raó era que una roda més suau amb una adherència millorada ajudava els patinadors novells, però la roda va ser rebutjada pels patinadors que preferien les rodes d'acer perquè permetien velocitats més ràpides als terres de fusta de les roller rinks. Fins llavors, els monopatins també s'havien fabricat amb les mateixes rodes d'acer que per al patinatge sobre rodes.
Nasworthy es va traslladar al Sud de Califòrnia l'any 1971 per a practicar el surf i es va adonar que els surfistes intentaven patinar quan no era possible de fer surf. Va pensar que les rodes de poliuretà serien ideals per als monopatins i va fer que el seu pare li enviés 10 jocs. Muntant-los al seu monopatí va adonar-se que permetien una progressió molt més suau, ràpida i controlable. Nasworthy va invertir 700 dòlars, que havia estalviat treballant en un restaurant, i va formar la Cadillac Wheels Company. Creative Urethane va fer les rodes segons les seves indicacions i va traslladar la seva empresa a Califòrnia el 1972.
Nasworthy va vendre les seves primeres rodes directament a botigues de surf al llarg de la costa de Califòrnia i va col·locar alguns anuncis a les revistes de surf. La novetat de les rodes es va estendre de boca a orella i, el 1975, desenes de fabricants havien entrat al mercat, la revista Skateboarder es tornava a editar i Nasworthy va acabar venent 300.000 jocs de rodes a l'any. Tanmateix, la innovació de Nasworthy aviat va ser superada per la introducció d'una roda de monopatí amb rodaments de precisió de la marca Road Rider. Amb tot, el descobriment de Nasworthy va ser el catalitzador del segon boom del monopatí.
Més endavant, Nasworthy va estudiar una llicenciatura en Enginyeria Mecànica a la Universitat de Califòrnia a San Diego el 1984 i va treballar a Hewlett-Packard on va ajudar a desenvolupar la primera impressora tèrmica d'injecció de tinta de gran format i va presentar patents pel que fa al maneig del paper.